# گولگاممانا
گولگاممانا (به لاتین: Golegammana) یک منطقهٔ مسکونی در سری‌لانکا است که در استان مرکزی (سری‌لانکا) واقع شده‌است.